# Agave ghiesbreghtii
Agave ghiesbreghtii Lem. ex Jacobi es una especie de planta suculenta de la familia de las agaváceas.

## Características
Los agaves (del griego agavé = admirable) no son cactus, aunque algunas de sus características más aparentes de plantas crasas, suculentas o xerófitas (adaptadas a la sequía), hace que los legos las incluyan junto a ellos, cuando el resto de características son completamente diferentes.  Agave ghiesbreghtii, con las hojas (el envés de color rojo púrpura) dispuestas en roseta, llega a alcanzar hasta 75 cm de longitud consiguiendo una inflorescencia de hasta 3 m de altura. La especie más interesante además de A. purpusorum, es A. karwinski, parecida a las del género Yucca,  difundida por el mediterráneo: posee una roseta extendida a lo largo de un eje alargado.

## Distribución
Zonas de México meridional y en especial, en las zonas elevadas y soleadas.

## Cultivo
Plantas altamente decorativas, llenan de exotismo nuestros jardines, pero resultan altamente peligrosas por las duras y punzantes espinas. Necesitan abundante sol y por lo tanto calor en abundancia en verano y en invierno la más estricta sequedad.

## Taxonomía
Agave ghiesbreghtii fue descrito por Lem. ex Jacobi  y publicado en Hamburger Garten- und Blumenzeitung 20: 545. 1864.
Etimología
Agave: nombre genérico que fue dado a conocer científicamente en 1753 por el naturalista sueco Carlos Linneo, quien lo tomó del griego Agavos. En la mitología griega, Ágave era una ménade hija de Cadmo, rey de Tebas que, al frente de una muchedumbre de bacantes, asesinó a su hijo Penteo, sucesor de Cadmo en el trono. La palabra agave alude, pues, a algo admirable o noble.
ghiesbreghtii: epíteto otorgado en honor del botánico belga Auguste Boniface Ghiesbreght, quien realizó extensas recolecciones en México.
Sinonimia
- Agave rohanii Jacobi (1864).
- Agave leguayana Verschaff. (1868).
- Agave roezliana Baker (1877).
- Agave roezliana var. gilbeyi Trel. in L.H.Bailey (1914).
- Agave purpusorum A.Berger (1915).
- Agave huehueteca Standl. & Steyerm. (1943).[3][4]